# De Dietrich 80 CV
Der De Dietrich 80 CV ist ein Rennwagen aus den 1900er Jahren. Hersteller war die Société de Dietrich et Cie de Lunéville in Frankreich.

## Beschreibung
Das einzige Baujahr war 1904. Vorgänger war der Type R und Nachfolger der Type DX.
Der Motor entstand nach einer Lizenz von Turcat-Méry. Er ist ein Vierzylinder-Reihenmotor mit automatischer Ventilsteuerung. Jeweils zwei Zylinder sind paarweise zusammengegossen. 155 mm Bohrung und 170 mm Hub ergeben 12.831 cm³ Hubraum. Der Motor war damals in Frankreich steuerlich mit 80 CV eingestuft.
Der Motor ist vorn längs im Fahrgestell eingebaut. Er treibt über Ketten die Hinterräder an. Die Bremse wirkt zeittypisch nur auf die Hinterachse.
Der Radstand beträgt 2720 mm und die  Spurweite 1400 mm.
Die Fahrzeuge waren als offene Phaeton für Fahrer und Mechaniker karossiert.

## Autorennen
Fernand Gabriel, Charles Jarrott und de Forest starteten im Mai 1904 zur nationalen Vorausscheidung zum Gordon-Bennett-Cup. Gabriel nahm im selben Monat an drei Kilometerrennen bei Arras tei, von denen er eines gewann. Weitere Einsätze in dem Jahre waren im Juli durch Gabriel beim Zehn-Kilometer-Rennen bei Ostende, durch Gabriel, Henri Rougier und de Forest beim Rennen Circuit des Ardennes und im Oktober durch Gabriel beim Vanderbilt Cup. 1905 setzte Harry Fletcher ein Fahrzeug dieses Typs beim Ormond Beach Meeting, beim Meeting de Cuba, beim Meeting de La Havane und beim Morris Park Race ein.